# Røgen Sogn
Røgen Sogn er et sogn i Favrskov Provsti (Århus Stift).
I 1800-tallet var Sporup Sogn anneks til Røgen Sogn. Begge sogne hørte til Gjern Herred i Skanderborg Amt. Røgen-Sporup sognekommune blev ved kommunalreformen i 1970 indlemmet i Hammel Kommune, som ved strukturreformen i 2007 indgik i Favrskov Kommune.
I Røgen Sogn ligger Røgen Kirke.
I sognet findes følgende autoriserede stednavne:
- Birkebakke (areal)
- Klintrup (bebyggelse, ejerlav)
- Klintrup Hede (bebyggelse)
- Klintrup Mark (bebyggelse)
- Ovstrup (bebyggelse)
- Rukær (areal)
- Røgen (bebyggelse, ejerlav)
- Røgen Mark (bebyggelse)
- Skytsbjerg (areal)